# Christophe Lapierre
Pour les articles homonymes, voir Lapierre.
Christophe Lapierre, né le 19 janvier 1965, est un pilote automobile français concourant en Porsche Carrera Cup France. Dans cette compétition, il est quintuple champion (Record : 2012, 2013, 2015, 2016, 2017 en Proam) et recordman de victoires en catégorie Proam de 2010 à 2019 (50 victoires)[réf. nécessaire].

## Palmarès et principaux résultats
2019 Porsche Carrera Cup France (Sebastien Loeb Racing)
Vice Champion Proam
(5 victoires)  
2018 
Championnat de France FFSA GT 
POLE POSITION et VICTOIRE générale au 77ème
GRAND PRIX DE PAU 
Porsche Cayman GT4 
(CD Sport) 

### 2017
- Porsche Carrera Cup en catégorie Proam : Champion

(3 victoires, Sébastien Loeb Racing) - 5ème titre de champion de Porsche Carrera Cup en catégorie Proam en 6 saisons 

### 2016
- Porsche Carrera Cup en catégorie Proam : Champion

(5 victoires, Sébastien Loeb Racing)

### 2015
- Porsche Carrera Cup :  Champion dans la catégorie Proam

(7 victoires)

### 2014
- Porsche Carrera Cup France dans la catégorie Proam :

(5 victoires) (Sébastien Loeb Racing)[réf. souhaitée], 3e général au Mans[réf. souhaitée].

### 2013
- Porsche Carrera Cup France : (7 Victoires) ChampionProam (Sébastien Loeb Racing)[5]
- Championnat de France FFSA GT : participation sur McLaren MP4 12C GT3, équipier Sébastien Loeb finale GT Tour Paul-Ricard[réf. souhaitée]

### 2012
- Champion Proam[réf. souhaitée] Porsche Carrera Cup

(9 victoires) 
```
5e général
[
réf.
 
souhaitée
]
```

### 2011
- Porsche Carrera Cup : (6 victoires)

Vice Champion en catégorie Proam (BG Racing)     
- Porsche Supercup : Vainqueur Proam au Nürburgring Nordschleife (3e au général)[réf. souhaitée]

### 2010
- 24 Heures de Daytona

États Unis : participation sur Porsche 911 GT3 Cup S (997)
(pilotes: Markus Paltalla- Jos Menten- Christophe Lapierre- Oskar Slingerland)
2010
- Porsche Matmut Carrera Cup :

(3 victoires) 
3e Proam

### 2009
- 24 Heures de Spa : Participation sur Porsche 911 GT3 RSR (997) (Guess Racing)[6]
- 24 Heures de Dubaï : Participation sur Porsche 911 GT3 RSR (997) (PMB Motorsport)[6]
- Porsche Cup Legend : Champion[réf. souhaitée]

### 2008
- Porsche Cayman Cup : Champion[7]

### 1993
Équipe de France FFSA des Rallyes (Lancia)

### 1992
Vainqueur au général Coupe de France des rallyes sur BMW M3

### 1986
Volant ELF : Finaliste Paul-Ricard[réf. souhaitée]

## Activités professionnelles
Christophe Lapierre est ambassadeur du Groupe Sonauto (Porsche Holding) depuis 2020 après avoir été pendant 18 ans Pdg de la concession Porsche à Montélimar . Il est également ambassadeur de la marque de vêtements vintage Fernand Bachmann.